# Dark Funeral
Dark Funeral (v překladu z angličtiny temný pohřeb) je švédská kapela ze Stockholmu, která hraje black metal. Zformovala se v roce 1993. Textová témata kapely se točí kolem satanismu, pekla a anti-křesťanství.
Debutní studiové album s názvem The Secrets of the Black Arts vyšlo v roce 1996.
Na evropském koncertním turné „Headliner“, kde byli headlinery - tedy hlavními hvězdami (předskakovaly jim kapely Ancient z Norska a Bal-Sagoth z Anglie) probíhala show se vším všudy, chrlení ohně (k příslušným skladbám, např. k „The Fire Eternal“), nechyběly ostny a nýty, démoni, krev na podiu, zvířecí hlavy (ty neměli z hygienických důvodů povoleny vždy). Na koncertě v Geeleeně mohli použít prasečí hlavy, které pak brutálně zmasakrovali. Turné mělo výborné ohlasy.

## Logo
Název Dark Funeral je vepsán gotickým písmem do hořícího obráceného pentagramu s hlavou kozla. Po stranách jsou dva obrácené kříže.

## Diskografie

### Studiová alba
- The Secrets of the Black Arts (1996)[1]
- Vobiscum Satanas (1998)[3]
- Diabolis Interium (2001)
- Attera Totus Sanctus (2005)
- Angelus Exuro pro Eternus (2009)
- Where Shadows Forever Reign (2016)
- We Are the Apocalypse (2022)

### Koncertní alba
- De Profundis Clamavi Ad Te Domine (2004)

### EP
- Dark Funeral (1994)
- Teach Children to Worship Satan (2000)
- In the Sign… (2000)

### Video
- Attera Orbis Terrarum - Part I (2007)
- Attera Orbis Terrarum - Part II (2008)